# WAP (chanson)
Pour les articles homonymes, voir WAP.
Singles de Cardi B
Writing on the Wall
(2020) Me Gusta
(2020)
WAP, acronyme de Wet Ass Pussy, est une chanson interprétée par les  rappeuses américaines Cardi B et Megan Thee Stallion. La chanson est sortie aux États-Unis sur le label Atlantic Records le 7 août 2020, en tant que single du second album studio de la chanteuse. La mélodie est basée sur un sample de la chanson Whores in This House du DJ américain Frank Ski (en) sorti en 1993. La chanson, aux paroles explicites, aborde le thème du cunnilingus, du plaisir féminin, et plus généralement la façon dont Cardi B et Megan Thee Stallion aimeraient être sexuellement satisfaites par les hommes.
Le clip est censuré dans plusieurs pays en raison des scènes à caractère sexuel et érotique répétées, du thème de la vidéo, et de la "vulgarité" accrue qui y est présentée. Il l’est notamment en France, où les chaines musicales le diffusaient après 23h avec une signalétique déconseillé aux moins de 12 ans (ou 16 ans), notamment sur NRJ Hits ou Trace Urban sans floutage, bien que certaines chaînes comme CSTAR le diffusait en journée avec une signalétique (-10) avec floutage (les premières semaines après sa sortie), puis après 23h par la suite également. Sur la chaîne MCM, il est seulement diffusé la nuit sans aucune signalétique.

## Clip
Dans le clip apparaissent Kylie Jenner, Rosalía, Normani, Rubi Rose, Latto et Sukihana.

## Classements hebdomadaires
| Chart (2020)                            | Position |
| --------------------------------------- | -------- |
| Allemagne (Media Control AG)            | 12       |
| Argentine (Hot 100)                     | 44       |
| Australie (ARIA)                        | 1        |
| Autriche (Ö3 Austria Top 40)            | 8        |
| Belgique (Flandre Ultratop 50 Singles)  | 14       |
| Belgique (Wallonie Ultratop 50 Singles) | 41       |
| Canada (Hot 100)                        | 1        |
| Corée du Sud (Gaon)                     | 121      |
| Danemark (Tracklisten)                  | 7        |
| Écosse (OCC)                            | 8        |
| Espagne (PROMUSICAE)                    | 63       |
| Estonie (Eesti Ekspress)                | 2        |
| États-Unis (Hot 100)                    | 1        |
| États-Unis (R&B/Hip-Hop Songs)          | 1        |
| États-Unis (Rhythmic Songs)             | 9        |
| États-Unis (Rolling Stone Top 100)      | 1        |
| Euro Digital Songs (Billboard)          | 9        |
| Finlande (Suomen virallinen lista)      | 4        |
| France (SNEP)                           | 13       |
| Grèce (IFPI)                            | 1        |
| Hongrie (Single Top 40)                 | 8        |
| Hongrie (Stream Top 40)                 | 2        |
| Irlande (Irish Singles Chart)           | 1        |
| Islande (Tonlist)                       | 11       |
| Italie (FIMI)                           | 34       |
| Japon (Billboard)                       | 10       |
| Lettonie (Latvijas Top 40)              | 7        |
| Lituanie (AGATA)                        | 1        |
| Malaisie (RIM)                          | 8        |
| Norvège (VG-lista)                      | 2        |
| Nouvelle-Zélande (RMNZ)                 | 1        |
| Pays-Bas (Single Top 100)               | 16       |
| Portugal (AFP)                          | 5        |
| Tchéquie (IFPI Singles Digitál)         | 10       |
| Royaume-Uni (UK Singles Chart)          | 1        |
| Royaume-Uni (UK R&B Chart)              | 1        |
| Singapour (RIAS)                        | 4        |
| Slovaquie (IFPI Singles Digitál)        | 5        |
| Suède (Sverigetopplistan)               | 6        |
| Suisse (Schweizer Hitparade)            | 5        |